# Vaporul

El Barco (în română Vaporul) este un serial de televiziune spaniol creat în genurile mister SF. Este produs de Globomedia pentru Antena 3. A avut premiera la 17 ianuarie 2011.

## Prezentare
Un cataclism global, cauzat de un accident fatal la Geneva, Elveția în timpul unui experiment cu acceleratorul de particule, face ca echipajul și pasagerii de pe vaporul Estrella Polar (Steaua Polară) să trăiască cea mai mare aventură a vieții lor. Izolați și departe de tot ceea ce au avut vreodată, vaporul este singura lor casă.

## Distribuție
| Personaj            | Actor                |
| ------------------- | -------------------- |
| Ricardo Montero     | Juanjo Artero        |
| Ulises Garmendia    | Mario Casas          |
| Ainhoa Montero      | Blanca Suárez        |
| Julia Wilson        | Irene Montalà        |
| Julián de la Cuadra | Luis Callejo         |
| Salomé              | Neus Sanz            |
| Ernesto Gamboa      | Juan Pablo Shuk      |
| Roberto / Burbuja   | Iván Massagué        |
| Vilma               | Marina Salas         |
| Andrés Palomares    | Bernabé Fernández    |
| Piti                | Javier Hernández     |
| Valeria Montero     | Patricia Arbués      |
| Ramiro              | David Seijo          |
| Estela              | Giselle Calderón     |
| Leonor              | Belén Rueda          |
| Tom                 | Guillermo Barrientos |
| Víctor              | Daniel Ortiz         |
| Elena / Sol †       | Alba Ribas           |
| Max                 | Jan Cornet           |
| Ventura             | Héctor Alterio       |

## Episoade

### Prezentare generală
| Sezonul | Sezonul | Episoade | Premiera TV         | Premiera TV         | Lansare DVD         | Lansare DVD |
| Sezonul | Sezonul | Episoade | Începutul sezonului | Sfârșitul sezonului | Lansare DVD         | Lansare DVD |
| ------- | ------- | -------- | ------------------- | ------------------- | ------------------- | ----------- |
|         | 1       | 13       | ianuarie 17, 2011   | aprilie 25, 2011    | septembrie 28, 2011 |             |
|         | 2       | 14       | septembrie 8, 2011  | ianuarie 5, 2012    | septembrie 19, 2012 |             |
|         | 3       | 16       | octombrie 18, 2012  | februarie 21, 2013  | martie 17, 2013     |             |

### Episoade
Sezonul 1 (2011)
| Nr. în serial | Nr. în sezon | Titlu                    | Premiera           | Cod prod. | Audiență (milioane) |
| ------------- | ------------ | ------------------------ | ------------------ | --------- | ------------------- |
| 1             | 1            | „A million miles”        | ianuarie 17, 2011  | 101       | 4.76                |
| 2             | 2            | „Cane casting”           | ianuarie 24, 2011  | 102       | 4.32                |
| 3             | 3            | „The ghost pirate”       | ianuarie 31, 2011  | 103       | 4.18                |
| 4             | 4            | „A world under the sea”  | februarie 7, 2011  | 104       | 4.10                |
| 5             | 5            | „The squawk”             | februarie 14, 2011 | 105       | 3.83                |
| 6             | 6            | „Election”               | februarie 21, 2011 | 106       | 4.01                |
| 7             | 7            | „Lost”                   | februarie 28, 2011 | 107       | 3.82                |
| 8             | 8            | „Sea fishing”            | martie 7, 2011     | 108       | 4.07                |
| 9             | 9            | „A blip on the radar”    | martie 21, 2011    | 109       | 3.99                |
| 10            | 10           | „Fog”                    | martie 28, 2011    | 110       | 4.30                |
| 11            | 11           | „The law of the sea”     | aprilie 4, 2011    | 111       | 4.17                |
| 12            | 12           | „The man from liverpool” | aprilie 11, 2011   | 112       | 3.99                |
| 13            | 13           | „Waiting for a miracle”  | aprilie 25, 2011   | 113       | 4.20                |

Sezonul 2 (2011/12)
| Nr. în serial | Nr. în sezon | Titlu                                 | Premiera            | Cod prod. | Audiență (milioane) |
| ------------- | ------------ | ------------------------------------- | ------------------- | --------- | ------------------- |
| 14            | 1            | „Are not alone”                       | septembrie 8, 2011  | 201       | 2.90                |
| 15            | 2            | „The dark visitor”                    | septembrie 15, 2011 | 202       | 2.70                |
| 16            | 3            | „The last raft of america queen”      | septembrie 22, 2011 | 203       | 2.91                |
| 17            | 4            | „Bobby guts bear”                     | septembrie 29, 2011 | 204       | 2.69                |
| 18            | 5            | „Who fears the wolf?”                 | octombrie 6, 2011   | 205       | 3.05                |
| 19            | 6            | „Shrimp that falls asleep...”         | octombrie 13, 2011  | 206       | 3.08                |
| 20            | 7            | „Feet in cement”                      | octombrie 20, 2011  | 207       | 3.16                |
| 21            | 8            | „Mermaid”                             | octombrie 27, 2011  | 208       | 2.98                |
| 22            | 9            | „The priest and the dr. frankenstein” | noiembrie 3, 2011   | 209       | 3.02                |
| 10            | 10           | „The strange case of duck manolito”   | noiembrie 10, 2011  | 210       | 2.90                |
| 11            | 11           | „Of ghost one”                        | noiembrie 17, 2011  | 211       | 3.08                |
| 12            | 12           | „Boat in the mirror”                  | noiembrie 24, 2011  | 212       | 2.89                |
| 26            | 13           | „Lies and Cabaret”                    | decembrie 1, 2011   | 213       | 3.16                |
| 27            | 14           | „Twelft night”                        | ianuarie 5, 2012    | 214       | 2.10                |

Sezonul 3 (2012/13)
| Nr. în serial | Nr. în sezon | Titlu                             | Premiera           | Cod prod. | Audiență (milioane) |
| ------------- | ------------ | --------------------------------- | ------------------ | --------- | ------------------- |
| 28            | 1            | „Honor the crew”                  | octombrie 18, 2012 | 215       | 3.35                |
| 29            | 2            | „The art of war”                  | octombrie 25, 2012 | 216       | 3.03                |
| 30            | 3            | „Light which conceals”            | noiembrie 1, 2012  | 217       | 2.57                |
| 31            | 4            | „100m² of land”                   | noiembrie 8, 2012  | 301       | 3.15                |
| 32            | 5            | „The owner of the world”          | noiembrie 15, 2012 | 302       | 2.81                |
| 33            | 6            | „Fukushima blues”                 | noiembrie 22, 2012 | 303       | 2.98                |
| 34            | 7            | „The wedding”                     | noiembrie 29, 2012 | 304       | 2.80                |
| 35            | 8            | „Who is who”                      | decembrie 13, 2012 | 305       | 2.59                |
| 36            | 9            | „The energy that moves the world” | decembrie 20, 2012 | 306       | 2.48                |
| 37            | 10           | „The rest of the world”           | ianuarie 10, 2013  | 307       | 2.25                |
| 38            | 11           | „Things in secret”                | ianuarie 17, 2013  | 308       | 2.25                |
| 39            | 12           | „Nothing here”                    | ianuarie 24, 2013  | 309       | 2.01                |
| 40            | 13           | „Cat and mouse”                   | ianuarie 31, 2013  | 310       | 2.16                |
| 41            | 14           | „A noise in the sky”              | februarie 7, 2013  | 311       | 2.21                |
| 42            | 15           | „Out of this world”               | februarie 14, 2013 | 312       | 2.32                |
| 43            | 16           | „The last bullet”                 | februarie 21, 2013 | 313       | 2.61                |

## Legături externe
- http://www.imdb.com/title/tt1788634/
- http://www.cinemagia.ro/filme/el-barco-566867/

## Vezi și
- The Last Ship (serial TV)